# Эффективный коэффициент размножения нейтронов
Эффективный коэффициент размножения нейтронов — в реакторе деления отношение числа нейтронов последующего поколения к числу нейтронов в предшествующем поколении с учётом потерь нейтронов. Обозначается в основном буквой {\displaystyle k}.
При каждом делении ядра образуется определённое количество нейтронов, обычно 2-3, с энергиями в широком диапазоне. Часть из этих нейтронов может поглотиться другим ядром и вызвать новую реакцию деления. Другая часть теряется для цепной реакции — поглощается неспособными к делению ядрами, вылетает за пределы реактора, распадается. Эффективный коэффициент размножения количественно характеризует ход цепной реакции. Если {\displaystyle k>1}, то ядра делятся все чаще и реакция ускоряется, при {\displaystyle k<1} реакция затухает, при {\displaystyle k=1} поддерживается стабильный режим.
Коэффициент размножения нейтронов для тепловых реакторов в бесконечной среде может быть найден с помощью формулы четырёх сомножителей:
{\displaystyle k_{0}=\mu \phi \theta \eta }, где
- {\displaystyle \mu } — коэффициент размножения на быстрых нейтронах;
- {\displaystyle \phi } — вероятность избежать резонансного захвата;
- {\displaystyle \theta } — коэффициент использования тепловых нейтронов;
- {\displaystyle \eta } — выход нейтронов на одно поглощение.

Эффективный коэффициент размножения нейтронов {\displaystyle k} для активной зоны конечных размеров:
{\displaystyle k=k_{0}w}, где {\displaystyle w} — доля нейтронов, поглощённых в активной зоне реактора, от полного числа образующихся в реакторе (или вероятность для нейтрона избежать утечки из конечного объёма активной зоны).
Коэффициент размножения в бесконечной среде также можно оценить по формуле:
{\displaystyle k_{0}=\nu \mu \phi \theta {\frac {\sigma _{f}}{\sigma _{t}}}}, где
- {\displaystyle \nu } — количество быстрых нейтронов, которые создаются в среднем при акте деления;
- {\displaystyle \sigma _{f}/\sigma _{t}} — отношение сечения реакции деления до полного сечения реакции для захваченного нейтрона.

Например, для реактора на природном уране с графитовым замедлителем эти факторы примерно равны: {\displaystyle \nu =2{,}47}, {\displaystyle \mu =1{,}02}, {\displaystyle \phi =0{,}89}, {\displaystyle \theta =0{,}88}, {\displaystyle \sigma _{f}/\sigma _{t}=0{,}54}, что даёт значение {\displaystyle k_{0}=1{,}07}. Ограниченные размеры реактора уменьшают значение {\displaystyle k}. Дополнительно {\displaystyle k} можно уменьшить до 1, вводя в реактор стержни с поглотителем нейтронов.